# Констанс Шульман
Констанс Шульман (англ. Constance Shulman; нар. 4 квітня 1958, Джонсон-Сіті, Теннессі, США) — американська акторка.

## Життєпис
Констанс Шульман народилася в Джонсон-Сіті, Теннессі, США. Вона одна із семи дітей в родині. Більшу частину свого життя прожила в Нью-Йорку. Після народження доньки майже п'ятнадцять років присвятила вихованню дітей.

## Кар'єра
Першу роль отримала в комедійній стрічці «Флетч живий», потім були другорядні ролі у фільмах «Загублені янголи», «Чоловіки не йдуть», «Мінливість долі»,  «Смажені зелені помідори». У мультсеріалі «Дуг» акторка озвучила Патрицію. У 1999 отримала роль у фільмі Вуді Аллена. Після творчої перерви у 2013 отримала роль в американському комедійно-драматичному серіалі «Помаранчевий — хіт сезону».

## Особисте життя
У 1999  вийшла заміж за актора Ріда Бірні. У пари народилося двоє дітей Ефраїм Бірні та Августа Бірні.

## Фільмографія

### Фільми
| Рік  | Назва                      | Оригінальна назва      | Роль        | Примітки              |
| ---- | -------------------------- | ---------------------- | ----------- | --------------------- |
| 1989 | «Флетч живий»              | Fletch Lives           | Сінді       |                       |
| 1989 | «Загублені янголи»         | Lost Angels            | косметолог  |                       |
| 1990 | «Чоловіки не йдуть»        | Men Don't Leave        | Карлі       |                       |
| 1990 | «Мінливість долі»          | Reversal of Fortune    | фармацевт   | в титрах не зазначена |
| 1991 | «Він сказав, вона сказала» | He Said, She Said      | дівчина     |                       |
| 1991 | «Смажені зелені помідори»  | Fried Green Tomatoes   | Міссі       |                       |
| 1991 |                            | Lethal Innocence       | Нелл        | телефільм             |
| 1993 | «Вихідні у Берні 2»        | Weekend at Bernie's II | туроператор |                       |
| 1999 | «Перший фільм Дуга»        | Doug's 1st Movie       | Патриція    | озвучка               |
| 1999 | «Солодкий і противний»     | Sweet and Lowdown      |             |                       |
| 2008 | «Різдво у Джерсі»          | A Jersey Christmas     | Конні       |                       |
| 2015 |                            | Better Off Single      | безробітна  |                       |
| 2015 | «Противна дитина»          | Nasty Baby             | подружка    |                       |
| 2017 |                            | Sylvio                 | Тіна        |                       |
| 2018 | «Кандидат на вбивство»     | Most Likely to Murder  | мати        |                       |
| 2018 |                            | The Broken Ones        | Ровленд     |                       |

### Серіали
| Рік         | Назва                                 | Оригінальна назва                 | Роль                      | Примітки    |
| ----------- | ------------------------------------- | --------------------------------- | ------------------------- | ----------- |
| 1989        | «Дні та ночі Моллі Додд»              | The Days and Nights of Molly Dodd | Бонні                     | 2 епізоди   |
| 1991–1994   | «Дуг»                                 | Doug                              | Патриція                  | 16 епізодів |
| 1994        |                                       | Heavens to Betsy                  | Лілі                      | 1 епізод    |
| 1996–1999   |                                       | Brand Spanking New! Doug          | Патриція                  | 8 епізодів  |
| 1996        | «Факультет»                           | The Faculty                       | Шеллі Рей                 | 13 епізодів |
| 2013 — 2017 | «Помаранчевий — хіт сезону»           | Orange Is the New Black           | Еріка Джоунс «Йога»       | 51 епізод   |
| 2014        | «Закон і порядок: Спеціальний корпус» | Law & Order: Special Victims Unit | менеджер денного догляду  | 1 епізод    |
| 2017        | «Брод Сіті»                           | Broad City                        | псих                      | 1 епізод    |
| 2017        | «Стар проти сил зла»                  | Star vs. the Forces of Evil       | Міллі Спарклз (озвучення) | 1 епізод    |
| 2018        | «Чорний список»                       | The Blacklist                     | Фіона                     | 1 епізод    |